# Anartioschiza camaruna
Anartioschiza camaruna är en skalbaggsart som beskrevs av Hermann Julius Kolbe 1894. Anartioschiza camaruna ingår i släktet Anartioschiza och familjen Melolonthidae. Utöver nominatformen finns också underarten A. c. heterolepida.